# Megachile laguniana
Megachile laguniana là một loài Hymenoptera trong họ Megachilidae. Loài này được Mitchell mô tả khoa học năm 1937.